# Omar m'a tuer
Omar m'a tuer je francouzský hraný film z roku 2011, který natočil Roschdy Zem podle skutečných událostí. Snímek měl světovou premiéru dne 22. června 2011.

## Děj
V roce 1991 byla ve své vile v Mougins zavražděna Ghislaine Marchal. Na místě činu je nalezen tajemný nápis psaný krví oběti: Omar mě zabil.

## Obsazení
| Sami Bouajila      | Omar Raddad                    |
| Denis Podalydès    | Pierre-Emmanuel Vaugrenard     |
| Maurice Bénichou   | Jacques Vergès                 |
| Salomé Stévenin    | Maud, Vaugrenardova asistentka |
| Nozha Khouadra     | Latifa Raddad                  |
| Catherine Salviat  | Hélène Carrère d'Encausse      |
| Pascal Elso        | André de Comminges             |
| Didier Vinson      | soudce Renard                  |
| Ludovic Berthillot | Henrique                       |
| Bunny Godillot     | Liliane Receveau               |
| Jean Toscan        | starý muž v nemocnici          |
| Shirley Bousquet   | Joséphine                      |
| François Clavier   | důstojník                      |

## Ocenění
- César: nominace na nejlepší adaptaci (Olivier Gorce, Roschdy Zem, Rachid Bouchareb a Olivier Lorelle) a nejlepšího herce (Sami Bouajila)